# Wild Bill Hickok
James Butler Hickok (Troy Grove, Illinois, 27 de maio de 1837 – Deadwood, Território de Dakota, 2 de agosto de 1876), melhor conhecido como Wild Bill Hickok, foi um vulto histórico americano e uma figura lendária do Velho Oeste. Hickok lutou no exército da União durante a Guerra Civil Americana. Chegou ao Oeste como condutor de diligências. Depois da guerra ele ganhou fama como jogador profissional e homem da lei. Foi xerife nos territórios de Kansas e Nebraska. Hickock se envolveu em vários tiroteios notórios, explorados pela imprensa sensacionalista. Ele foi morto durante um jogo de póquer num saloon em Dakota.

## Biografia
Wild Bill Hickok nasceu em Homer, Illinois (com o nome posteriormente mudado para Troy Grove). O lugar do seu nascimento é agora o Wild Bill Hickok State Memorial, um local histórico sob a supervisão da Agência de Preservação Histórica de Illinois. Enquanto ele crescia, a fazenda do seu pai se tornou uma das paradas da rota secreta de fuga de escravos negros (Underground Railroad, ou ferrovia subterrânea). A fazenda foi alvo de ataques de antiabolicionistas e Wild e seu pai se valeram das armas para resolver esses conflitos. Hickok se tornara um bom atirador desde muito jovem.
Em 1855 Hickok, então com 18 anos de idade, teve uma briga com Charles Hudson e ambos caíram num canal. Pensando que ele havia matado Hudson, Hickok fugiu e se juntou ao Exército do Estado Livre do General Jim Lane ("The Red Legs"). Ali ele se encontrou com o jovem William Cody, mais tarde conhecido por "Buffalo Bill".
Em 1861, já com um vasto bigode, ele se envolveu num tiroteio chamado de incidente McCanles, quando então começou a ser conhecido por "Wild Bill".
Em 1857, Hickok se estabeleceu no Kansas. Em 1859 ele se tornou condutor de uma companhia de transporte. Em 1861 houve o tiroteio mortal com os McCanles em Rock Creek Station. David McCanles, seu filho de 12 anos e dois fazendeiros se confrontaram com Hickok, Horace Wellman, o gerente da estação, sua esposa e o empregado J.W. Brink. McCanles foi o primeiro homem morto por Hickok durante um confronto.
Na guerra civil Hickok serviu com a União em Kansas e Missouri. Estabeleceu uma grande amizade com "Buffalo Bill Cody", Robert Denbow e David L. Payne, batedores do Exército. Após a guerra, os quatro homens, Payne, Cody, Hickok e Denbow começaram a caçar búfalos. Quando Payne se mudou para Wichita, Kansas, em 1870, Denbow foi com ele enquanto Hickok se tornou xerife em Hays (Kansas). Quando Bufalo Bill começou com seus shows, Denbow viajou com ele por Iowa.
Em 21 de julho de 1865, em Springfield (Missouri), Hickok matou num duelo Davis Tutt. O incidente ocorreu por uma dívida de jogo, acirrado pela disputa envolvendo uma garota chamada Susannah Moore. Com a repercussão desse incidente Hickok não conseguiu se eleger delegado federal em Springfield. Deixando a cidade, ele foi recomendado para auxiliar do delegado de Fort Riley North, Kansas. Hickok se envolveu nas guerras contra os índios e serviu como batedor do general Custer.
Em 1867 Hickok deixou temporariamente o Oeste e se mudou para Niagara Falls (NY) onde trabalhou numa peça chamada "The Daring Buffalo Chases of the Plains".
Sem jeito para a atuação, ele retornou ao Oeste e foi eleito xerife do Condado de Ellis (Kansas) em 23 de agosto de 1869. Em seu primeiro mês em Hays, Kansas ele matou dois homens em tiroteios: Bill Mulvey e Sam Strawwhim.
Em 17 de julho de 1870, também em Hays ele se envolveu em um tiroteio com soldados desordeiros da Sétima Cavalaria, atirando e acertando em dois deles. Não foi reeleito para o cargo. Em 15 de abril de 1871, Hickok se tornou delegado em Abilene (Kansas), no lugar de Tom "Bear River" Smith, que havia sido morto em 2 de novembro de 1870.
O fora-da-lei John Wesley Hardin teve um atrito com Hickok. Em sua autobiografia (escrita anos depois da morte de Hickok) Hardin disse que desarmou o delegado, quando este tentou prendê-lo por entrar armado em um saloon.
Enquanto trabalhava em Abilene, Hickok e Phil Coe, proprietário de um saloon, entraram em uma disputa que acabou em tiroteio. Coe tinha como parceiro nos negócios o pistoleiro Ben Thompson. Em 5 de outubro de 1871, Coe atirou duas vezes em Hickok quando este queria prendê-lo por estar armado na cidade. Hickok matou Coe.
Hickok deixou o cargo após dois meses, depois da morte acidental de seu auxiliar Mike Williams.
Em 1876 Hickok foi diagnosticado com glaucoma e gonorreia. Em 5 de março de 1876 Hickok se casou com Agnes Thatcher Lake, de 50 anos e proprietária de um circo. Calamity Jane disse em sua autobiografia que ela havia se casado com Hickok e se divorciado para que ele pudesse se casar com Agnes Lake. Logo Hickok deixou sua nova noiva e foi buscar fortuna nos campos auríferos da Dakota do Sul.

## Morte
Em 2 de agosto de 1876, enquanto jogava póquer no Saloon Nuttal & Mann No. 10 em Deadwood, em Black Hills, Hickok não encontrou vazio seu lugar habitual, então ele se sentou de costas para a porta traseira. Ele recebeu um tiro na cabeça de um revólver calibre 45, dado por Jack McCall. A lenda diz que Hickok estava jogando póquer quando foi morto, e que segurava um par de ases, um par de oito e uma dama. Essas cinco cartas ficaram conhecidas como a "Mão do Homem Morto" (Dead Man's Hand).
Depois de dois julgamentos, McCall foi enforcado.

## Televisão
- Interpretado por Guy Madison em 1951-58 na série The Adventures of Wild Bill Hickok.
- O mesmo elenco trabalhou no programa de rádio homônimo, de 1 de abril de 1951 a 31 de dezembro de 1954.
- Ele foi satirizado em três episódios de Pica-Pau como "Wild Bill Hiccup", que como o nome sugere, é um personagem que soluça, já que "Hiccup" significa "Soluço" em inglês e serve como trocadilho por se assemelhar ao nome "Hickok". Cada episódio mostrava uma forma física diferente do personagem, sendo "Pica-Pau, o Xerife" o primeiro em que ele aparece. Sua aparição foi breve, e no episódio ele é mostrado como um homem velho e alcoólatra soluçando sucessivamente, e no colete em suas costas aparece seu nome escrito, sendo traduzido pelo narrador para "Billy Soluço Selvagem". No episódio "Xerife Meio Frouxo" ele aparece mais jovem apenas em um cartaz de procurado lido pelo Pica-Pau, e satiricamente ele soluça uma vez para dar ênfase na piada. No episódio "Um Pistoleiro Sem Solução" ele aparece como principal antagonista do episódio (cujo título original é o próprio nome do personagem). No episódio, ele tem a mania de soluçar sucessivamente e involuntariamente toda vez que alguém ou ele mesmo cita seu próprio nome completo.
- Interpretado por Lloyd Bridges em 1964 num episódio da antologia The Great Adventure.
- Interpretado por Josh Brolin em 1989-92 na série The Young Riders.
- Série da HBO Deadwood, quando foi interpretado por Keith Carradine.
- Em 1995 no filme para a TV Buffalo Girls baseado no best-seller homônimo de Larry McMurtry, interpretado por Sam Elliott com Anjelica Huston como Calamity Jane.
- Interpretado por Sam Shepard no filme para TV de 1999 Purgatory

## Filme
- Interpretado por William S. Hart no filme de 1923 Wild Bill Hickock.
- Interpretado por Gary Cooper no filme de 1936 The Plainsman, com Jean Arthur como Calamity Jane e dirigido por Cecil B. DeMille
- Interpretado por "Wild" Bill Elliott em 1938 no seriado The Great Adventures of Wild Bill Hickok, e em mais 12 filmes entre os anos 1938 e 1942, o que valeu a Bill Elliott o acréscimo de "Wild" ao seu nome artístico, passando a ser conhecido como "Wild Bill" Elliott.
- Interpretado por Will Rogers em 1940 no filme "The Young Hickock".
- Interpretado por Howard Keel no filme de 1953 Calamity Jane.
- Interpretado por Robert Culp no filme de 1963 The Raiders
- Interpretado por Jeff Corey no filme de 1970 Little Big Man
- Interpretado por Charles Bronson no filme de 1977 The White Buffalo.
- Interpretado por Richard Farnsworth no filme de 1981 The Legend of the Lone Ranger
- Interpretado por Jeff Bridges no filme de 1995 Wild Bill.

## Novelas
- The Memoirs of Wild Bill Hickok, Richard Matheson, ISBN 0-515-11780-3
- Deadwood, Pete Dexter - 1986
- And Not to Yield, Randy Lee Eickoff
- A Breed Apart Max Evans
- The White Buffalo, Richard Sale
- Little Big Man, Thomas Berger - 1964
- The Return of Little Big Man, Thomas Berger - 1999